# Pyrrhorachis rhodometopa
Pyrrhorachis rhodometopa är en fjärilsart som beskrevs av Louis Beethoven Prout 1913. Pyrrhorachis rhodometopa ingår i släktet Pyrrhorachis och familjen mätare. Inga underarter finns listade.